# Page de code 850
La page de code 850 est une page de code définie par IBM et qui est utilisée en Europe occidentale avec le système DOS et d’autres systèmes de la même époque. C’est une extension de l’ASCII sur 8 bits, partiellement compatible avec la page de code 437 dont elle est dérivée et qu’elle modifie. Elle est encore utilisée dans les fenêtres de type console ou invite de commandes sur les systèmes Microsoft Windows en Europe occidentale.
En plus de la page de code 850, Windows utilise dans ses versions distribuées en Europe occidentale la page de code Windows-1252 (basée sur une extension de la norme ISO/CEI 8859-1 avec d’autres caractères définis différemment dans la norme ISO/CEI 8859-15 et Unicode).

## Table de codage standard
| v · d · m | 0   | 1   | 2   | 3   | 4   | 5   | 6   | 7   | 8   | 9  | A   | B   | C  | D  | E  | F   |
| --------- | --- | --- | --- | --- | --- | --- | --- | --- | --- | -- | --- | --- | -- | -- | -- | --- |
| 0x        | NUL | SOH | STX | ETX | EOT | ENQ | ACK | BEL | BS  | HT | LF  | VT  | FF | CR | SO | SI  |
| 1x        | DLE | DC1 | DC2 | DC3 | DC4 | NAK | SYN | ETB | CAN | EM | SUB | ESC | FS | GS | RS | US  |
| 2x        | SP  | !   | "   | #   | $   | %   | &   | '   | (   | )  | *   | +   | ,  | -  | .  | /   |
| 3x        | 0   | 1   | 2   | 3   | 4   | 5   | 6   | 7   | 8   | 9  | :   | ;   | <  | =  | >  | ?   |
| 4x        | @   | A   | B   | C   | D   | E   | F   | G   | H   | I  | J   | K   | L  | M  | N  | O   |
| 5x        | P   | Q   | R   | S   | T   | U   | V   | W   | X   | Y  | Z   | [   | \  | ]  | ^  | _   |
| 6x        | `   | a   | b   | c   | d   | e   | f   | g   | h   | i  | j   | k   | l  | m  | n  | o   |
| 7x        | p   | q   | r   | s   | t   | u   | v   | w   | x   | y  | z   | {   | \| | }  | ~  | DEL |

| v · d · m | 0     | 1 | 2 | 3 | 4 | 5 | 6 | 7 | 8 | 9 | A | B | C | D | E | F    |
| --------- | ----- | - | - | - | - | - | - | - | - | - | - | - | - | - | - | ---- |
| 8x        | Ç     | ü | é | â | ä | à | å | ç | ê | ë | è | ï | î | ì | Ä | Å    |
| 9x        | É     | æ | Æ | ô | ö | ò | û | ù | ÿ | Ö | Ü | ø | £ | Ø | × | ƒ    |
| Ax        | á     | í | ó | ú | ñ | Ñ | ª | º | ¿ | ® | ¬ | ½ | ¼ | ¡ | « | »    |
| Bx        | ░     | ▒ | ▓ | │ | ┤ | Á | Â | À | © | ╣ | ║ | ╗ | ╝ | ¢ | ¥ | ┐    |
| Cx        | └     | ┴ | ┬ | ├ | ─ | ┼ | ã | Ã | ╚ | ╔ | ╩ | ╦ | ╠ | ═ | ╬ | ¤    |
| Dx        | ð     | Ð | Ê | Ë | È | ı | Í | Î | Ï | ┘ | ┌ | █ | ▄ | ¦ | Ì | ▀    |
| Ex        | Ó     | ß | Ô | Ò | õ | Õ | µ | þ | Þ | Ú | Û | Ù | ý | Ý | ¯ | ´    |
| Fx        | SHY - | ± | ‗ | ¾ | ¶ | § | ÷ | ¸ | ° | ¨ | · | ¹ | ³ | ² | ■ | NBSP |

La première moitié de la table correspond à la norme ISO 646 (dont les caractères de la variante américaine US-ASCII sont utilisés et montrées sur fond vert). Les caractères de contrôle conservent dans cette table normale leur interprétation conforme à la norme ISO 646 et sont montrés sur fond rouge avec leur désignation symbolique usuelle. Les caractères correspondant à certaines interprétations spéciales dans d’autres variantes nationales de l’ISO 646 sont sur fond jaune.
La seconde moitié de la table sur fond bleu en est l’extension sur 8 bits telle que définie dans la page de code 850. Les différences avec la page de code 437 sont affichées avec un fond plus foncé.

## Table de codage graphique
Dans certaines utilisations (lorsque les codes correspondants sont stockés dans la mémoire d’affichage des consoles en mode texte), les caractères de contrôle sont remplacés par des caractères graphiques, spécifiques des pages de code graphiques pour PC (ce sont ici les mêmes que ceux de la page de code 437). Les autres positions ne sont pas modifiées.
| v · d · m | 0 | 1 | 2 | 3 | 4 | 5 | 6 | 7 | 8 | 9 | A | B | C | D | E | F |
| --------- | - | - | - | - | - | - | - | - | - | - | - | - | - | - | - | - |
| 0x        |   | ☺ | ☻ | ♥ | ♦ | ♣ | ♠ | • | ◘ | ○ | ◙ | ♂ | ♀ | ♪ | ♫ | ☼ |
| 1x        | ► | ◄ | ↕ | ‼ | ¶ | § | ▬ | ↨ | ↑ | ↓ | → | ← | ∟ | ↔ | ▲ | ▼ |
| 7x        |   |   |   |   |   |   |   |   |   |   |   |   |   |   |   | ⌂ |